# Another Day in Paradise
«Another Day in Paradise» —en español: Otro día en el paraíso— es una canción grabada por el baterista y cantautor inglés Phil Collins. Producida por Collins junto con Hugh Padgham, fue lanzada como el primer sencillo de su álbum número uno ... But Seriously (1989). Al igual que con su canción para Genesis, «Man On The Corner», la pista tiene como tema el problema de la falta de vivienda y el paraíso; como tal, la canción fue una desviación sustancial de la música dance pop de su álbum anterior, No Jacket Required (1985). 
Collins canta la canción desde una perspectiva en tercera persona, mientras observa a un hombre que cruza la calle para ignorar a una mujer sin hogar, e implora a los oyentes que no hagan la vista gorda ante las personas sin hogar porque, al hacer una alusión religiosa, «es solo otro día para ti y para mí en el paraíso». Collins también apela directamente a Dios cantando: «Oh Señor, ¿no hay nada más que alguien pueda hacer? Oh Señor, debe haber algo que puedas decir».
La canción fue el séptimo y último sencillo n.º 1 de Billboard Hot 100 de Collins, el último sencillo n.º 1 de la década de 1980 y el primer sencillo n.º 1 de la década de 1990. También fue un éxito mundial y finalmente se convirtió en una de las canciones más exitosas de su carrera en solitario. Collins y Padgham ganaron el premio Grammy por Grabación del año en la ceremonia de entrega de premios de 1991, mientras que también fue nominado a Canción del año, Mejor interpretación vocal pop masculina y Mejor video musical, Versión corta. «Another Day in Paradise» también ganó un premio por el sencillo británico en los Brit Awards de 1990. A pesar de los premios obtenidos tras su lanzamiento, la canción también generó controversia sobre su tema y ha recibido una reacción muy desfavorable por parte de los críticos musicales.
La interpretación en vivo de la canción en los Premios Grammy de 1991 por Collins y David Crosby, quienes proporcionaron coros en la canción, fue lanzada en el álbum de 1994, Greatest Moments Volume I de Grammy. En 2009, la versión de Collins ocupó el puesto 86 en las mejores canciones de todos los tiempos de Billboard. Desde entonces, «Another Day in Paradise» ha sido versionada por varios artistas, incluidos Brandy y su hermano Ray J, Jam Tronik, Axxis, Novecento, Brad Arnold y Hank Marvin.

## Versión original de Phil Collins
La canción marcó otro gran éxito para Collins. El 23 de diciembre de 1989, se convirtió en el séptimo (y hasta la fecha, último) sencillo que alcanzó el primer puesto en las listas de los Estados Unidos. La canción también fue la última número uno de 1989 en EE. UU., y permaneció en su puesto durante cuatro semanas, por lo que también puede considerarse como un éxito de la década de 1990. También ocupó los primeros puestos en ambas décadas en los rankings de Alemania; en el Reino Unido, ya había alcanzado dicha posición en el mes de noviembre. La versión lanzada como sencillo es un poco diferente que la que aparece en el álbum, en la cual la introducción es más corta. David Crosby también aparece participando en el coro. 
Los radioescuchas del programa matutino de la BBC Radio 1, conducido por Simon Mayo, votaron a la versión original de Phil Collins como el mejor sencillo en los Brit Awards de 1990.

## Temática y video musical
Tanto la letra y el videoclip de Another Day in Paradise mantienen una secuencia y sincronía entre sí, La parte letral toca el tema de las personas sin una vivienda propia y la indiferencia de los “favorecidos por tenerla”, parafraseando de forma repetitiva de cómo el hecho "natural" de contar con un techo donde dormir pareciera no considerarse muy presente o relevante para los que lo poseen o lo tienen seguro, mientras que para estas personas sería como “vivir en el paraíso”; añadiendose esto de forma explícita en la oración de coro "Oh think twice, 'cause it's just another day for you and me in paradise" (— "Oh piénsalo dos veces, es otro día para ti y para mí en el paraíso" — )  haciendo hincapié en la búsqueda de conciencia sobre el sufrimiento de estos y de valorar “ese paraíso”.
El videoclip muestra a Phil Collins interpretando el sencillo, junto a una serie de imágenes en color sepia de personas desamparadas por múltiples motivos, que viven y duermen en las calles, en condiciones de pobreza extrema deplorable. A lo largo del mismo aparece información referente a la temática en letras mayúsculas, donde se maneja las cifras de “tres millones de “homeless” (personas sin hogar) en América (Estados Unidos); y “100 millones de homeless alrededor del mundo”. Tanto el inicio como el final aparece la imagen del planeta Tierra en primer plano en descenso y ascenso respectivamente, la cual en los últimos instantes es reflejada en color natural.

### Formatos y versiones
Estos son los formatos y versiones de los principales lanzamientos de  "Another Day in Paradise."
- 12" sencillo

1. «Another Day in Paradise» (versión del álbum) – 5:22
2. «Another Day in Paradise» (radio)" — 4:04

- CD Maxi sencillo

1. «Another Day in Paradise» – 5:22
2. «Saturday Night and Sunday Morning» – 1:25
3. «Heat on the Street» — 3:59

- 7" sencillo

1. «Another Day in Paradise» – 4:48
2. «Heat on the Street» – 3:59

## Posicionamiento en listas

### Listas semanales
| Lista (1989–90)                         | Máxima posición |
| --------------------------------------- | --------------- |
| Alemania (Official German Charts)       | 1               |
| Austria (Ö3 Austria Top 40)             | 2               |
| Australia (ARIA)                        | 11              |
| Bélgica (Flandes) (Ultratop 50)         | 1               |
| Canadá (RPM Top Singles)                | 1               |
| Dinamarca (IFPI)                        | 2               |
| España (AFYVE)                          | 9               |
| Estados Unidos (Billboard Hot 100)      | 1               |
| Estados Unidos (Adult Contemporary)     | 1               |
| Estados Unidos (Mainstream Rock Tracks) | 7               |
| Eurochart Hot 100                       | 1               |
| Finlandia (Suomen virallinen lista)     | 2               |
| Francia (SNEP)                          | 8               |
| Irlanda (Irish Singles Chart)           | 2               |
| Italia (FIMI Singles Chart)             | 1               |
| Noruega (VG-lista)                      | 1               |
| Nueva Zelanda (Recorded Music NZ)       | 5               |
| Países Bajos (Dutch Top 40)             | 2               |
| Reino Unido (UK Singles Chart)          | 2               |
| Suecia (Sverigetopplistan)              | 1               |
| Suiza (Schweizer Hitparade)             | 1               |

### Certificaciones
| País           | Organismo certificador | Certificación | Ventas  | Ref.   |
| -------------- | ---------------------- | ------------- | ------- | ------ |
| Alemania       | BVMI                   | Oro           | 250 000 | [ 25 ] |
| Australia      | ARIA                   | Oro           | 35 000  | [ 26 ] |
| Estados Unidos | RIAA                   | Oro           | 500 000 | [ 27 ] |
| Francia        | SNEP                   | Plata         | 200 000 | [ 28 ] |
| Reino Unido    | BPI                    | Plata         | 200 000 | [ 29 ] |

### Sucesión en listas
| Anterior: «Lambada» de Kaoma                       | Media Control Charts — Sencillo número uno 1 de diciembre de 1989 — 8 de febrero de 1990 | Siguiente: «Pump ab Das Bier» de Werner Wichtig                      |
| Anterior: «We Didn't Start the Fire» de Billy Joel | Billboard Hot 100 — Sencillo número uno 23 de diciembre de 1989 — 13 de enero de 1990    | Siguiente: «How Am I Supposed to Live Without You» de Michael Bolton |
| Anterior: «Angelia» de Richard Marx                | RPM Top Singles — Sencillo número uno 16 de diciembre de 1989 — 3 de febrero de 1990     | Siguiente: «Downtown Train» de Rod Stewart                           |

## Otras versiones
- En 1990, a menos de seis meses después del lanzamiento de la versión original de Phil Collins, una versión grabada por el proyecto de música dance Jam Tronik se lanzó en el Reino Unido. Esta versión se posicionó entre las primeros veinte posiciones de las listas del Reino Unido y Alemania.[30][31] Además incluye un sampleo de la canción "Break 4 Love" lanzado en 1988 por el proyecto estadounidense de dance Raze.
- En 1990, esta canción fue versionada por la London Symphony Orchestra para su álbum Soft Rock Symphonies, vol. II.
- En 2001, la actriz y cantante estadounidense Brandy interpretó una versión de esta canción con la colaboración de Ray-J, bajo la producción de Guy Roche. Dicha canción forma parte del álbum Full Moon, publicado en el año 2002. Ingresó en las primeras diez posiciones de varias listas musicales de todo el mundo, entre ellas, la del Reino Unido,[32] Irlanda, Alemania, Suiza, Noruega, Suecia, Bélgica y los Países Bajos.[33]
- En 2004, la canción fue versionada por la banda de rock Copeland.
- En 2006, la banda británica de música dance Supafly Inc. incluyó el sample de «Another Day in Paradise» en su sencillo "Moving Too Fast". Alcanzó el número 23 en la lista de sencillos del Reino Unido.[34]
- En 2007, la banda estadounidense de ska punk Reel Big Fish incluyó su versión en el álbum Monkeys for Nothin' and the Chimps for Free.[35]
- En 2012, el cantante argentino Miguel Mateos grabó su versión, la cual forma parte del compilado para celebrar los 25 años de la radio La 100.[36]
- En 2013, el músico jamaiquino de reggae, Duane Stephenson, reversionó esta canción llamándola 'Think Twice' y cambiando algunas partes de la letra.
- En 2016, la dupla suiza Remady & Manu-L grabó una versión del género tropical house, alcanzando el número 4 en Suiza.[37]
- En 2016, el cantante Ronan Keating lanzó una versión de esta canción la cual presentó en el programa radial Radio 2 de Chris Evans.
- En 2016, la canción fue versionada por Casa & Nova, la cual recibió una nominación en los The Hollywood Music in Media Awards (HMMA) en la categoría EDM (Electronic Dance Music).
- En 2016, el dúo femenino estadounidense de Electropop, IDYLL, publicó un cover de esta canción.